# Dimants Krišjānis
Dimants Krišjanis, född den 15 september 1960 i Riga i Lettiska SSR, Sovjetunionen, är en sovjetisk roddare.
Han tog OS-silver i fyra med styrman i samband med de olympiska roddtävlingarna 1980 i Moskva.